# Alex Parker
Alex Parker, właśc. Alexander Hershaw Parker (ur. 2 sierpnia 1935 w Irvine, zm. 7 stycznia 2010 w Gretnie) – szkocki piłkarz występujący na pozycji obrońcy, a także trener.

## Kariera klubowa
Parker karierę rozpoczynał jako junior w Kello Rovers. W 1952 roku dołączył do zespołu Falkirk, z którym w sezonie 1956/1957 zdobył Puchar Szkocji. Jego zawodnikiem był do 1958 roku. Następnie przeszedł do angielskiego Evertonu, grającego w Division One. W lidze tej zadebiutował 20 grudnia 1958 w przegranym 0:1 meczu z Leicester City, a 28 marca 1959 w wygranym 2:1 spotkaniu z Aston Villą strzelił swojego pierwszego ligowego gola. W sezonie 1962/1963 wraz z klubem zdobył mistrzostwo Anglii. W Evertonie występował do 1965 roku.
W kolejnych latach Parker grał w angielskim Southport (Division Four/Division Three), północnoirlandzkiej Ballymenie United, a także w irlandzkiej Drumcondrze. Karierę zakończył w 1970 roku.

## Kariera reprezentacyjna
W reprezentacji Szkocji Parker zadebiutował 4 maja 1955 w wygranym 3:0 towarzyskim meczu z Portugalią.
W 1958 roku został powołany do kadry na mistrzostwa świata. Zagrał na nich w spotkaniu z Paragwajem (2:3), a Szkocja zakończyła turniej na fazie grupowej.
W latach 1955–1958 w drużynie narodowej Parker rozegrał 15 spotkań.